# گورو هر کریشن
گورو هر کریشن (پنجابی:ਗੁਰੂ ਹਰਿ ਕ੍ਰਿਸ਼ਨ) هشتمین گورو از گوروهای دهگانه در آئین سیک بود؛ او در سال ۱۶۶۱ پس از پدرش گورو هر رای، پیشوایی مذهبی و سیاسی سیک‌ها را برعهده گرفت.
گورو هر کریشن در رپنگار پنجاب در هند زاده شده بود؛ پدرش گورو هر رای او را که بیش از پنج سال نداشت، به جانشینی خود برگزید؛ در حالی که او از همه برادرانش جوانتر بود . انتخاب هر کریشن به پیشوایی، مورد اعتراض برادر بزرگ‌تر او رام رای قرار گرفت؛ به طوری که نزد اورنگ زیب شکایت کرد که به خاطر وفاداری به شاه، از پیشوایی سیک‌ها و بهره بری از میراث پدر محروم شده است. گورو هر رای، پیش از مرگ به هر کریشن دستور داده بود که از ملاقات با اورنگ زیب بپرهیزد؛ با این حال اورنگ زیب هر کریشن را به دهلی احضار کرد، و راجا جای سینگ را فرستاد تا گورو هر کریشن را تا دادگاه دهلی همراهی کند. راجا جای سینگ به هر کریشن اطمینان داد که مجبور نخواهد شد شخصاً اورنگ زیب را ملاقات کند، به همین دلیل هرکریشن پذیرفت تا راهی دهلی شود. در دهلی، بسیاری از سیک‌ها به دیدار گورو هر کریشن آمدند؛ وی از دادگاه تبرئه شد اما بیماری او را بازگشت به آمریتسار بازداشت.
سرانجام، گورو هر کریشن بر اثر بیماری در سن هفت سالگی درگذشت.